# دانشگاه ایالتی وین
دانشگاه ایالتی وِین (به انگلیسی: Wayne State University) یک دانشگاه تحقیقاتی دولتی در شهر دیترویت واقع در ایالت میشیگان آمریکا است که در سال ۱۸۶۸ میلادی بنیان‌گذاری شده‌است. این دانشگاه شامل ۱۳ دانشکده است که بیش از ۳۵۰ رشته اصلی را در بخش‌های مختلف ارائه می‌کند. حدود ۲۴۰۰۰ دانشجو از کشورهای مختلف در مقطع کارشناسی و تحصیلات تکمیلی در این دانشگاه تحصیل می‌کنند. محوطه اصلی این دانشگاه شامل ۲۰۳ جریب فرنگی است که حدوداً شامل ۱۰۰ ساختمان آموزشی و تحقیقاتی در دیترویت است.

## رتبه و اعتبار دانشگاه
بر مبنای آمار پذیرش دانشجو در پاییز سال ۲۰۰۹، دانشگاه ایالتی وین بیست‌وهشتمین دانشگاه بزرگ آمریکا از نظر تعداد پذیرش دانشجو شناخته شده‌است. این دانشگاه همچنین دومین دانشگاه با بیشترین میزان پذیرش دانشجوی بین‌المللی در ایالت میشیگان است. نزدیک به ۳۰۰۰ دانشجوی خارجی و ۱۰۰۰ محقق انتقالی (Visiting Scholar) از بیش از ۱۰۰ کشور جهان در این دانشگاه تحصیل می‌کنند. دانشگاه ایالتی وین تنها دانشگاه پژوهشی شهری در میشیگان است، و به‌ویژه برای فعالیت‌های پژوهشی و تحقیقاتی در علوم شناخته شده‌است. دانشگاه ایالتی وین توسط بنیاد کارنگی به‌عنوان دانشگاهی با فعالیت‌های پژوهشی بسیار بالا یا RU/VH طبقه‌بندی شده‌است. بر اساس رتبه‌بندی علمی دانشگاه‌های جهان در سال ۲۰۰۶، رتبه دانشگاه ایالتی وین در محدوده ۲۰۱–۳۰۰ در سراسر جهان است. بر مبنای رتبه‌بندی بنیاد ملی علوم رتبه تحقیقاتی دانشگاه ایالتی وین در ایالات متحده ۶۳ است؛ و در سال ۲۰۱۰ بر مبنای گزارش یواس‌نیوز دانشگاه ایالتی وین در رده ۲ (Second Tier) قرار گرفته‌است.
تعدادی از رشته‌ها در دانشگاه ایالتی وین از رتبه بسیار خوبی برخوردارند. دانشکده پزشکی رتبه ۲۲ را در میان ۱۲۵ دانشکده پزشکی در کشور آمریکا داراست. رشته‌های علوم پایه مانند فیزیک در رتبه ۵۰ در سراسر کشور بوده و رشته حقوق آن در رتبه ۱۰۰ در ایالات متحده آمریکا است. رشته کتابداری و علوم اطلاعات در رتبه ۲۰ در کشور بوده و رشته دکترا در دانشکده پرستاری رتبه پنجم کشوری و رشته علوم سیاسی آن دارای رتبه ۲۰ در کشور است. در رشته‌های فنی و مهندسی این دانشگاه در ایالت میشیگان پس از دانشگاه میشیگان و دانشگاه ایالتی میشیگان در رتبه سوم قرار داشته و پروژه‌های مشترکی با این دو دانشگاه دارد. به دلیل موقعیت جغرافیایی، دانشگاه ایالتی وین در رشته‌های مهندسی و مدیریتی همکاری نزدیکی با شرکت‌های بزرگ خودروسازی مانند جنرال‌موتورز، فورد و کرایسلر داشته و در رشته‌های پزشکی برنامه‌های آموزشی مشترکی با بیمارستان‌های معروفی چون بیمارستان هنری فورد و مرکز درمانی دیترویت دارد.

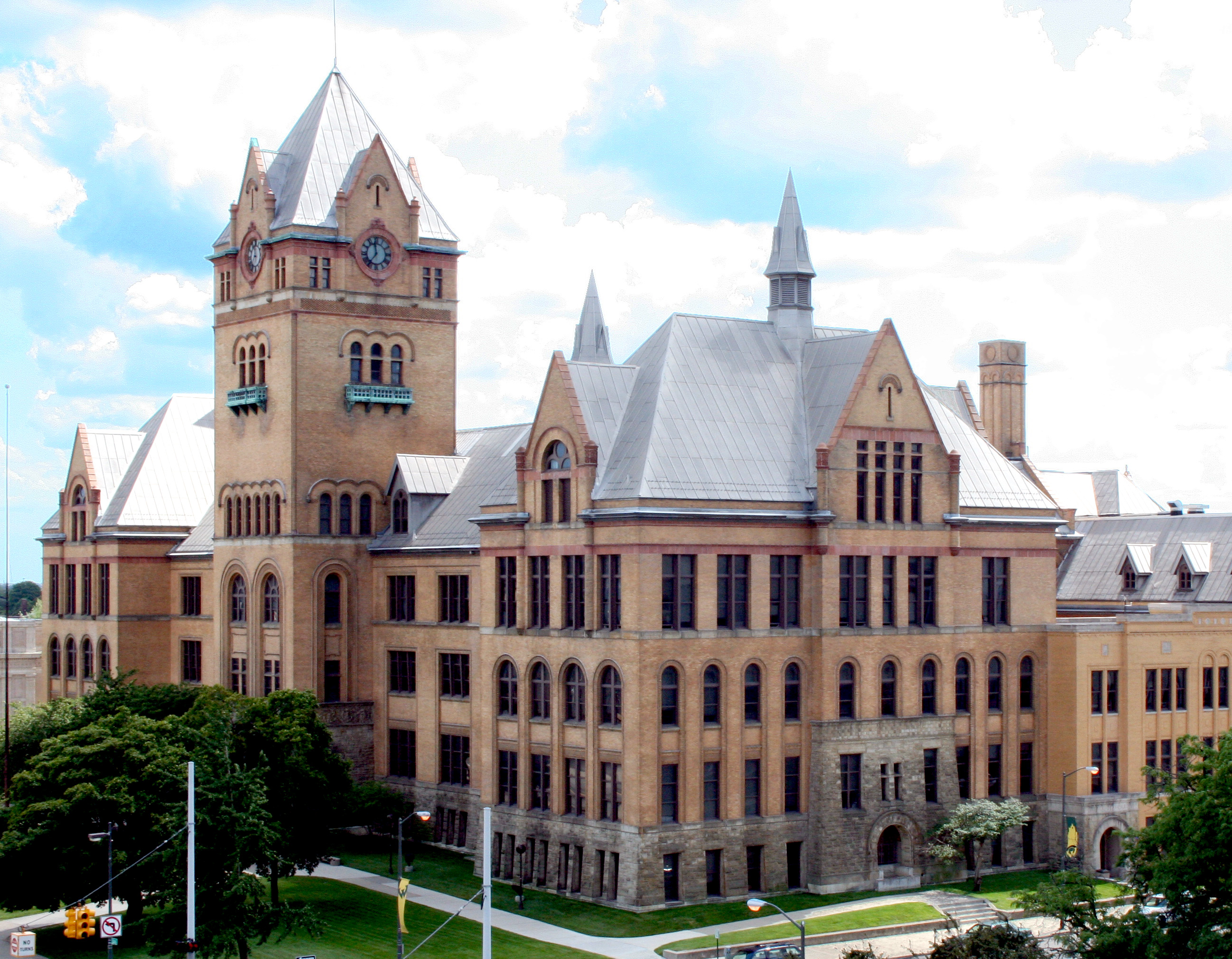
برج برتون، اثر آلبرت کان